# Бережков, Владимир Владимирович
Влади́мир Влади́мирович Бережко́в (род. 26 февраля 1947, Москва) — российский поэт, композитор, бард.

## Биография
Владимир Бережков родился 26 февраля 1947 в Москве. Окончил Московский государственный педагогический институт им. В. И. Ленина (1978). По специальности филолог. Одно время работал ведущим инженером ЦНОТздрав Минздрава СССР.
Песни пишет с 1963 г., преимущественно на свои стихи. Есть также песни на стихи В. Коркия, Л. Губанова, И. Бродского, Б. Пастернака, Н. Заболоцкого, О. Чухонцева и других российских поэтов. Исполняет песни, аккомпанируя себе на шестиструнной гитаре.
В 1967 году на территории охотничьего хозяйства Костерёво, недалеко от города Покров Владимирской области участвовал в конференции по проблемам песни. В 1968 г. стал лауреатом Новосибирского фестиваля авторской песни. Участвовал в творческом союзе «Москва», куда входили также В. Коркия, Е. Бунимович, Н. Искренко. В 1987 г. Бережков стал членом творческого объединения «Первый круг», в которое в разные годы входили Юрий Лорес, Александр Мирзаян, Виктор Луферов, Михаил Кочетков и другие авторы.
У Бережкова вышла книга «Мы встретились в раю», изданы также одноимённые аудиокассета и компакт-диск.

## Наиболее известные песни
- Бог, на улице май!
- Я потомок хана Мамая...
- В широких шляпах, в длинных пиджаках… — Прощание с друзьями (Стихи Н.Заболоцкого)
- Вон белая птичка летит над Москвой — а куда?.. — Белая птичка
- Имена моих прадедов мне неизвестны… — (Стихи Я.Зугмана)
- Как в этот город вели все дороги… — Камо грядеши
- Любите меня, пока я жива… — Вера. Памяти В.Матвеевой
- Мне снится городок провинциальный… — Городок провинциальный
- Мы встретились в Раю… — Танцы-6
- На станции Тайнинка по Яузе-реке… — Тайнинка
- Нет проще ничего, нет ничего обычней… — Соломинка
- Опять не в сторону любви… — Песня человека, который придумал бомбу
- Осталась церковь в Кадашах… — Кадаши
- Подождите меня, отец и мать… — Подождите меня
- Привыкли мы славить во все времена… — Пиросмани (Стихи Т.Табидзе)
- Прилетели грачи, но печальна земля… — Саврасов. Грачи прилетели
- Родился я, не выбирая… — Русская
- Страну, где растут изумруды… — Дом ли то мой
- Уголовная моя родина…
- Я не помнил ни бед, ни обид… — (Стихи О.Чухонцева)